# Rooks County
Rooks County ist ein County im Bundesstaat Kansas der Vereinigten Staaten. Der Verwaltungssitz (County Seat) ist Stockton. Das U.S. Census Bureau hat bei der Volkszählung 2020 eine Einwohnerzahl von 4919 ermittelt.

## Geographie
Das County liegt im mittleren Nordwesten von Kansas, ist im Norden etwa 45 km von Nebraska entfernt und hat eine Fläche von 2319 Quadratkilometern, wovon 18 Quadratkilometer Wasserfläche sind. Es grenzt im Uhrzeigersinn an folgende Countys: Phillips County, Smith County, Osborne County, Ellis County, Trego County und Graham County.

## Geschichte
Rooks County wurde am 26. Februar 1867 gebildet. Benannt wurde es nach John C. Rooks, einem Offizier im Amerikanischen Bürgerkrieg.
Drei Bauwerke des Countys sind im National Register of Historic Places eingetragen (Stand 30. August 2017).

## Demografische Daten

Alterspyramide des Rooks County

Nach der Volkszählung im Jahr 2000 lebten im Rooks County 5685 Menschen in 2362 Haushalten und 1556 Familien im Rooks County. Die Bevölkerungsdichte betrug 2 Einwohner pro Quadratkilometer. Ethnisch betrachtet setzte sich die Bevölkerung zusammen aus 97,13 Prozent Weißen, 1,13 Prozent Afroamerikanern, 0,42 Prozent amerikanischen Ureinwohnern, 0,19 Prozent Asiaten, 0,02 Prozent Bewohnern aus dem pazifischen Inselraum und 0,37 Prozent aus anderen ethnischen Gruppen; 0,74 Prozent stammten von zwei oder mehr Ethnien ab. 1,06 Prozent der Bevölkerung waren spanischer oder lateinamerikanischer Abstammung.
Von den 2362 Haushalten hatten 29,1 Prozent Kinder unter 18 Jahren, die mit ihnen gemeinsam lebten. 55,4 Prozent waren verheiratete, zusammenlebende Paare, 7,2 Prozent waren allein erziehende Mütter und 34,1 Prozent waren keine Familien. 31,8 Prozent aller Haushalte waren Singlehaushalte und in 18,5 Prozent lebten Menschen mit 65 Jahren oder darüber. Die Durchschnittshaushaltsgröße betrug 2,32 und die durchschnittliche Familiengröße betrug 2,93 Personen.
25,2 Prozent der Bevölkerung waren unter 18 Jahre alt. 6,4 Prozent zwischen 18 und 24 Jahre, 25,5 Prozent zwischen 25 und 44 Jahre, 21,5 Prozent zwischen 45 und 64 Jahre und 21,5 Prozent waren 65 Jahre alt oder älter. Das Durchschnittsalter betrug 40 Jahre. Auf 100 weibliche Personen kamen 98,1 männliche Personen. Auf 100 erwachsene Frauen ab 18 Jahren kamen 94,3 Männer.
Das jährliche Durchschnittseinkommen eines Haushalts betrug 30.457 USD, das Durchschnittseinkommen einer Familie betrug 36.931 USD. Männer hatten ein Durchschnittseinkommen von 26.794 USD, Frauen 18.389 USD. Das Prokopfeinkommen betrug 15.588 USD. 7,3 Prozent der Familien und 9,8 Prozent der Bevölkerung lebten unterhalb der Armutsgrenze.

## Orte im County
- Codell
- Damar
- Laton
- Palco
- Plainville
- Stockton
- Webster
- Woodston
- Zurich

Townships
- Township 1
- Township 2
- Township 3
- Township 4
- Township 5
- Township 6
- Township 7
- Township 8
- Township 9
- Township 10
- Township 11
- Township 12